# FC Gintra
Maillots
Le Football Club Gintra est un club lituanien de football féminin basé à Šiauliai. 
Le club fondé en 1992 domine la scène nationale avec 20 championnats de Lituanie remportés. Sur le plan européen, le Gintra Universitetas a atteint les huitièmes de la finale de la Ligue des champions féminine de l'UEFA 2014-2015 et de la Ligue des champions féminine de l'UEFA 2017-2018.

## Palmarès
- Championnat de Lituanie
  - Champion (23) : 1999, 2000, 2003, 2005, 2006, 2007, 2008, 2009, 2010, 2011, 2012, 2013,  2014, 2015, 2016, 2017, 2018, 2019, 2020, 2021, 2022, 2023, 2024

- Coupe de Lituanie
  - Vainqueur (12) : 2005, 2006, 2007, 2008, 2009, 2010, 2011, 2012, 2013, 2014, 2015, 2016
  - Finaliste (1) : 2003

- Supercoupe de Lituanie
  - Vainqueur (1) : 2006
  - Finaliste (1) : 2005
- Ligue baltique :
  - Vainqueur (4) : 2017, 2019, 2022, 2023
  - Finaliste (1) : 2018

## Maillots
- Nike (...—2018);

| Domicile | Exterior | Alternative |

- hummel (depuis 2019);

| Domicile | Exterior | Alternative |

### Couleurs
| FC GINTRA | FC GINTRA |

## Ancien logo

Ancien logo

## Effectif professionnel actuel
2025
| 1  | Drapeau de la Lituanie   | G | Gabrielė Vasilenko         |  |  |  |  |  |
|    |                          |   |                            |  |  |  |  |  |
| 2  | Drapeau de la Lituanie   | D | Teresa Romanovskaja (kap.) |  |  |  |  |  |
| 5  | Drapeau du Brésil        | D | SABRINA                    |  |  |  |  |  |
| 7  | Drapeau de la Lituanie   | A | Meida Proscevičiūtė        |  |  |  |  |  |
| 8  | Drapeau d'Afrique du Sud | A | Sphumelele Shamase         |  |  |  |  |  |
| 35 | Drapeau de la Lituanie   | A | Saulutė Railaitė           |  |  |  |  |  |
|    | Drapeau de la Lituanie   | D | Gintarė Raznauskaitė       |  |  |  |  |  |
|    | Drapeau de la Lituanie   | M | Neda Klezaitė              |  |  |  |  |  |
|    | Drapeau de la Lituanie   | M | Eitvydė Partikaitė         |  |  |  |  |  |
| 4  | Drapeau de la Lituanie   | D | Algimante Mikutaitė        |  |  |  |  |  |